# Poslanica Filemonu
 Poslanica Filemonu je jedna od knjiga zavjeta i Biblije. Sveti Pavao napisao je poslanicu Filomonu, kršćaninu Kološaninu. Poslanica je najvažniji rani kršćanski tekst o praštanju. Najkraća je od svih Pavlovih poslanica, ima 335 riječi u originalu na grčkom jeziku. Biblijska kratica je Flm.
Sveti Pavao, koji je tada bio u zatvoru (vjerojatno u Rimu ili Efezu) piše prijatelju Filemonu, ženi Apiji i službeniku Arhipu. Filemon je dobrostojeći kršćanin u čijoj kući se održavaju susreti vjernika rane kršćanske zajednice Kološana. Vlasnik je i robova, od kojih je i Onezim. On je razdvojen od Filemona i nije mu više od koristi. Sv. Pavao se susreo s Onezimom, koji je preko njega postao kršćanin i po njemu šalje poslanicu Filemonu u kojoj ga moli, da oprosti Onezimu, pomiri se s njime i prima ga kao ljubljenog brata, a ne više kao roba. "Ako je u čemu skrivio ili ti je što dužan, to meni upiši. Ja, Pavao, potpisujem svojom rukom: ja ću platiti" (Flm 1, 19).
Vjeruje se, da je Filemon primio pismo i poslušao sv. Pavla primivši Onezima kao brata, a ne više kao roba. Onezim je kasnije postao biskup u Efezu, mučenik i svetac. 
Poslanicu su citirali britanski i američki borci za ukidanje ropstva.